# Arbeitende Kinder in Matagalpa
Arbeitende Kinder in Matagalpa ist ein 35-minütiger Dokumentarfilm von Volker Hoffmann aus dem Jahr 1999. Hoffmann war ein prominentes Mitglied des Wuppertaler Vereins Halbbild, das für den Film den Deutschen Menschenrechts-Filmpreis 2000 erhielt.

## Handlung
Der Film beschreibt den Alltag von Kindern in Matagalpa/Nicaragua und ihren selbstorganisierten Kampf um Besserung ihrer Arbeits- und Lebensverhältnisse aus der Perspektive der Kinder selbst. Volker Hoffmann lässt die Kinder im Mittelpunkt stehen, Erwachsene kommen nicht zu Wort.

## Hintergrund
Die Entstehung des Films steht im Zusammenhang mit der Städtepartnerschaft zwischen der Städten Wuppertal und Matagalpa und dem daraus entstandenen Zentrum Las Hormiguitas – Zentrum für arbeitende Kinder (deutsch: „Die kleinen Ameisen“), das die Stadt Wuppertal seit 1992 mit einem jährlichen Betrag unterstützt.
Manuel, eines der Kinder, die bei dem Film mitwirkten, wurde zu einer Reise nach Wuppertal eingeladen, wo er auf der Straße Schuhe putzte, um auf die Situation der arbeitenden Kinder in Matagalpa aufmerksam zu machen. Die Gespräche mit den Passanten wurden auf ein Video aufgenommen.

## Kritik
Die Jury führte zur Begründung der Preisvergabe an, dass die Dokumentation handwerklich professionell gearbeitet sei und durch die gelungene Balance zwischen Interviewsequenzen und Kommentar überzeuge.
Der Film porträtiert junge Menschen, die sich ihrer Rechte bewusst sind und mit großem Selbstbewusstsein für die eigene Zukunft kämpfen. Auf diese Weise unterscheide sich Volker Hoffmanns Film ganz deutlich von alltäglichen Dokumentationen über Kinder in Süd- und Mittelamerika.